# Rife
O Rife (em francês: Rif; em berbere: Arif ou Arrif ⴰⵔⵉⴼ; em árabe: الريف; romaniz.: er-Rif) é uma região montanhosa no norte de Marrocos, que se estende do Cabo Espartel e Tânger, a oeste, até ao Cabo das Três Forcas, Melilha e Nador, praticamente até à fronteira com a Argélia, a leste, e do Mar Mediterrâneo, a norte, até ao rio Uarga e Alto Mulucha (Moulouya) a sul. É uma região tradicionalmente isolada e desfavorecida, habitada sobretudo por populações berberes, embora também haja populações minoritárias de origem árabe. Uma das etnias berberes característica da região, os rifenhos, concentra-se sobretudo junto a Al Hoceima e Nador. A população da região é cerca de 2 500 000 habitantes.
A língua materna da maior parte dos habitantes do Rife é o rifenho (ou tamazight rifenho, ou ainda tarifit), embora muita gente, principalmente os mais jovens, falem também árabe marroquino, castelhano e francês. As regiões históricas de Jebala e Kebdana fazem parte do Rife. Modernamente, a região é partilhada pelas seguintes províncias marroquinas (de oeste para leste): Tetuão, Ouezzane, Xexuão, Taounate, Taza, Al Hoceima, Nador, Driouch e Berkane. O enclave espanhol de Melilha, situado a norte de Nador. Entre as cidades maiores cabe destacar Al Hoceima, Nador e Melilha.

## Geografia e geologia
Em termos geológicos, a cadeia do Rife faz parte do Arco de Gibraltar (juntamente com a Cordilheira Bética do outro lado do Mediterrâneo), uma orogenia do Terciário. As montanhas do Rife apresentam um relvo abrupto nas margens do Mediterrâneo desde Saïdia até Tetuão e é frequente que as montanhas terminem em escarpas muito acentuadas, que contrastam com as colinas relativamente suaves dos arredores de Tânger. Embora segundo algumas classificações situem os limites noroeste do Rife em El Jebha, na província de Xexuão, numa perspetiva mais alargada Tânger e Ceuta fazem também parte do Rife, uma designação que abarca todas as zonas montanhosas situadas entre Tânger e Ceuta até ao vale do Moulouya e a fronteira argelina, a norte do Médio Atlas.
As montanhas mais altas da cordilheira encontram-se a oeste (Rife Ocidental, relativamente perto de Tetuão, Xexuão, Issaguen e  Targuist) e a leste (Rife Oriental, perto de Al Hoceima, Nador e Melilha). A montanha mais alta é o Jbel Tidirhine, com pouco mais de 2 450 m de altitude, situado entre Taounate, cerca de 100 km a sudoeste de Al Hoceima. Fora dessas duas regiões onde as montanhas são mais altas, o relevo é muito menos acentuado e há várias zonas planas entre as zonas montanhosas.
A leste, os cumes calcários estão povoados por árvores, nomeadamente azinheiras, que na secção central dão lugar a bosques de altitude de cedros, onde habita, entre outras espécies, o macaco da Barbaria (ou de Gibraltar). Sobretudo na região de Ketama, uma das culturas mais usuais é a Cannabis sativa (localmente conhecido como kif). Na região de Al Hoceima os terrenos têm tendência a ser quase desprovidos de vegetação. Daí até Oujda (situada a sul de uma fértil planície costeira, junto à fronteira com a Argélia) o terreno está pejado de leitos de cursos de água secos, chamados localmente ighezran.
As praias da costa do Rife, ao pé das montanhas, são das melhores de Marrocos, e constituem um atrativo turístico.[carece de fontes?]

## Geologia
A orogenia alpina (segunda metade do Terciário), originada pelo deslocamento de África para norte e o choque consequente com a Europa, iniciou a sua elevação, bem como a das cadeias montanhosas atuais que rodeiam o Mediterrâneo. O Rife é então, pela sua idade e pela sua forma, uma típica cadeia alpina, com um sopé antigo sobre o qual se apoiam séries sedimentares do Secundário e Terciário, muito deformadas por dobras e falhas de cavalgamento, sobrepondo-se os do norte aos do sul. Esta compressão originou um metamorfismo em grau variável, sendo especialmente intenso na zona da costa.
A nível estrutural, o Rife divide-se em três partes: Rife interno, Rife médio e Rife externo.

### Rife interno
Estende-se desde Ceuta até Jebha e reaparece perto de Nador, no cabo das Três Forcas e no maciço de Beni Bucraa. No interior compreende as zonas de Tetuão e Xexuão. É formado por unidades tectónicas cavalgamentos orientadas para sudoeste, umas sobre as outras.
As unidades mais antigas são as denominadas Sébtidas e são formadas por rochas plutónicas (peridotitos) e rochas metamórficas de grau alto (gnaisses de cabo Negro). Seguem-se em antiguidade as Gomárides, formadas por materiais paleozoicos (quartzitos, xistos e ardósias).
No interior encontra-se a dorsal calcária, que apresenta três conjuntos separados:
- El Hauz, que se vai do monte Hacho (Ceuta) e chega até ao monte Dersa, em Tetuão.
- A dorsal calcária propriamente dita, que vai dos montes Gorgues e Bu Zaitun, das proximidades de Tetuão, até Bab Taza e Asifan.
- Os Bocoya, perto de Al Hoceima.

A dorsal calcária é formada por materiais do Secundário que abarcam o Triássico, Jurássico Médio e Cretáceo Inferior. Na sua base aparecem dolomitos cinzentos e nos cumes calcários claros, por vezes misturados com calcários detríticos verdes violáceos. A dorsal cavalga sobre as unidades do Rife médio.

### Rife médio
A sul das unidades anteriores aparecem as capas de Flysch, que se empilham de norte a sul. São depósitos do Secundário e Terciário que se depositaram em zonas mais ou menos ditanciadas de taludes continentais e embora em todos esses depósitos se observe uma alternância de arenitos, argilas e por vezes calcários, cada conjunto tem a sua própria história. Em muitos casos são mantos alóctones que não têm relação entre si.
A dorsal soprepõe-se a oeste à capa de Beni Ider e a leste à capa de Tisiren, e estas últimas cavalgam sobre as capas de Tânger e Ketama.

### Rife externo
Compreende as colinas de Ouezzane e arredores de Meknès, formadas por margas depositadas no Mioceno Superior. Na zonas mais oriental houve uma intensa atividade vulcânica durante o Mioceno Superior, visível no cabo Quilates, cabo das Três Forcas, no monte Gurugú e Beni Bu Ifrur.
O levantamento recente da costa é evidenciado pela existência de praias e falésias costeiras por cima do nível atual do mar, pela  inclinação pronunciada das torrentes de desaguam no mar e pelo predomínio de escarpas.
Encontram-se as paisagens tipicamente cársticas, formadas sobre capas calcárias muito deformadas, por vezes quase verticais. A rede fluvial instalada desde o Pleistoceno Inferior escavou gargantas e vales profundos, com cascatas, arcos naturais de rocha e formações de tufa calcária. São frequentes as grutas, afloramentos de água, dolinas e lapiáses em sulco. As encostas, que com frequência ultrapassam os mil metros, a inexistência de estradas ou pistas, tornam o trânsito difícil na região e muitos locais só são acessíveis por caminhos pedonais.

## Flora
À medida que se vai de Xexuão para Ketama pelas acidentadas alturas do Rife, aumentam os bosques de cedro e carvalho devido ao aumento da humidade e precipitação associado à altitude, o que torna a zona ideal para tipos de cultivo diferentes dos praticados nas planícies costeiras. A pluviosidade, que ultrapassa os 1 000 mm anuais, e a neve dos cumes, que duram até maio, mantêm bosques típicos de latitudes mais húmidas.

A vegetação é tipicamente mediterrânica e vai desde as partes baixas com bosques de coníferas e  Tetraclinis e zambujeiros, que na maior parte das vezes se encontram muito degradados, mas conservam exemplares centenários em pequenos bosques junto de santuários e cemitérios. Nesses bosques desenvolvem-se sub-bosques de lentisco, murta e medronheiro, além de ser frequente encontrar espécimes de grande porte de alfarrobeiras. À medida que se sobe em altitude, vão aparecendo os bosques mais húmidos de carvalhos, sobreiros, abetos e cedros.
Nos leitos dos rios e barrancos crescem bosques de aloendros e freixos e, em lugares mais altos, laurissilvas e alguns amieiros centenários.

### Florestas de abetos e cedros
O abeto-espanhol (Abies pinsapo) forma bosques relativamente bem conservados, situados nos cumes das montanhas calcárias do Rife ocidental (montes Tisuka, Meggu, Lakrâa, Tazaot, Tisirene, etc.), entre 1 500 e 2 000 metros de altitude. É frequente que esses bosques não sejam puros e juntamente com os abetos cresçam cedros, pinheiros-bravos (Pinus pinaster hamiltonii), pinheiros-larícios norteafricano (Pinus nigra  subsp. mauritanica), azinheiras (Quercus ilex), carvalhos-portugueses (Quercus faginea), áceres (Acer opalus granatense), teixos (Taxus baccata), azevinhos (Ilex aquifolium), espinheiros-brancos (Crataegus), que no Hauz (região de Tetuão) chegam a formar pequenos bosques com exemplares arbóreos.
As matas de abetos estão protegidas e a maior parte delas encontram-se no Parque Nacional de Talassemtane (leste de Xexuão), mas sofrem de diversas ameaças, como os incêndios provocados pelos camponeses para conseguirem mais terras agrícolas e as mudanças climáticas globais que estão a aumentar a temperatura média.
O cedro-do-atlas (Cedrus atlantica) é uma árvore florestal que forma bosques frondosos no Rife ocidental e central, que oucpam cerca de 15 000 ha. Cresce entre os 1 200 e 2 400 m e é usual marcar o limite superior do bosque nas altas montanhas do norte de África.

### Montados
A azinheira (Quercus ilex) forma bosques que ocupam as encostas mais quentes, junto aos bosques de abetos. Também se encontra dispersa entre outras formações florestais, como as de cedros, pinheiros e sobreiros. Cresce em todo o tipo de solos, desde o nível do mar até aos 2 400 m, tolerando diferenças de temperatura até 40 °C.
O sobreiro (Quercus suber) é uma árvore tipicamente mediterrânica que forma grandes bosques em solos siliciosos, soltos, bem arejados e relativamente húmidos. Ainda que cresça em altitudes que vão do nível do mar até aos 1 500 m, necessita precipitação elevada ou se isso não acontece, o solo e o ambiente devem ser muito húmidos. Não suporta bem as geadas.

### Carvalhais
Este tipo de florestas são formadas principalmente por carvalho-das-canárias (Quercus canariensis), mas também por  carvalho-português (Quercus faginea). Crescem em qualquer tipo de solo, embora o último prefira os terrenos calcários acima dos 1 000 m e o carvalho-das-canárias prefira os terrenos siliciosos desde o nível do mar até aos 1 700 m. Ambos requerem bastante humidade, pelo que os melhores bosques crescem em zonas onde as precipitações médias anuais são superiores aos 1 000 mm.
Os bosques de carvalho-das-canárias encontram-se muito desenvolvidos no Rife centro-oriental, misturando-se frequentemente com montados de sobreiro. Os bosques de carvalho-português ocorrem principalmente nas montanhas calcárias do Rife ocidental e nos xistos do Rife central, como a região do Jbel Tidirhine.

### Florestas deTetraclinis
Estas florestas de coníferas, exclusivas do Norte de África, constituem provavelmente as formações florestais vivas mais antigas do Rife, remontando a sua existência ao Terciário.
A Tetraclinis articulata (tuia-da-argélia, cipreste-do-atlas, tuia da Barbaria, arar ou sandarac) cobre uma superfície de 750 000 ha em Marrocos. Cresce em qualquer tipo de solos, embora prefira os calcários, desde o nível do mar até aos 1 200 m. Pode viver em solos muito pobres, em ambientes semiáridos, mas não suporta a geada nem clima excessivamente continental. A maioria dos bosques atualmente existentes estão muito degradados e são pouco densos, com árvores de pequeno porte.
A madeira é de muito boa qualidade, aromática, durável, não racha facilmente e é fácil de trabalhar. Quando a parte aérea é cortada, forma-se uma cepa subterrânea que volta a brotar. Esta cepa, chamada lubia, pode ter até um metro diâmetro e a sua madeira apresenta belos desenhos multicoloridos. Atualmente é usada para fabricar pequenos objetos na região de Essaouira e é comercializada com o nome de "madeira de tuia".

## Fauna
As montanhas do Rife albergam uma subespécie própria de abelha melífera, a Apis mellifera major, usada em apicultura. Entre as espécies endémicas de anfíbios destaca-se a  Rana saharica. Os répteis são semelhantes aos europeus, destacando-se apenas uma espécie endémica, a  Lacerta pater, semelhante ao sardão. A tartaruga-grega (Testudo graeca) e cágados são especialmente abundantes.
Os protagonistas da região são o javali e o macaco-de-gibraltar (ou da Barbaria, Macaca sylvanus), o primeiro pela sua abundância, patenteada nos rastos que deixa, e o segundo por ser o único primata do Norte de África. Dizimados pelo homem, os macacos refugiaram-se em zonas isoladas de difícil acesso e só se mostram a quem passa na região de Akchour, dentro do Parque Nacional de Talassemtane.
Outras espécies de mamíferos presentes no Rife são o chacal, a raposa, texugo, gineta, o gato-montês africano (Felis libyca), porco-espinho, Atelerix algirus (ouriço-mulato[?]), doninha (Mustela nivalis) e lontra.
A avifauna é diversa, abundante e fácil de avistar. Apesar de aparentemente os pica-paus, chapins, tentilhões, perdizes,  gaios, trepadeiras, etc. serem como os europeis, na realidade há muitas diferenças marcantes. O pombos-torcazes (Columba palumbus), falcões, alvéolas (Motacilla) e rolas são muito abundantes.

## História

### Antiguidade e Idade Média
O Rife é povoado desde a Pré-história. No século XI a.C. os fenícios estabeleceram-se nas costas mediterrânicas e atlânticas, fundando entrepostos comerciais e cidades como Tetuão, Melilha e, no século V a.C., Tânger.
Mais tarde, os cartagineses substituíram os fenícios como potência dominante na região. Na Terceira Guerra Púnica (149–146 a.C.), os Roma derrotou Cartago e o Rife passou a fazer parte da província romana da Mauritânia. Durante o reinado do imperador Cláudio (e.  41–54 d.C.), Tinjis (Tânger) tornou-se a capital da província da Mauritânia Tingitana.
No século V a região foi invadida pelos vândalos, que desalojaram os romanos. No século VI os bizantinos conquistaram uma parte da região.
Em 710, o líder árabe Sale I ibne Almançor Alimiari (al-Abd as-Sali) fundou o Emirado de Necor, convertendo algumas tribos berberes ao Islão. Os árabes fundaram então numerosas cidades. No século XV muitos muçulmanos vindos da Península Ibérica exilaram-se no Rife, trazendo consigo a sua cultura, nomeadamente a música andalusina (do Alandalus), e chegaram a fundar a cidade de Xexuão. Em 1415 Ceuta foi conquistada pelos portugueses e em 1497 os espanhóis da Casa de Medina Sidonia ocuparam Melilha com o beneplácito da rainha Isabel, a Católica.

### Influência espanhola
As influências espanholas no Rife remontam ao século XV, quando muitos muçulmanos fugidos de Espanha durante o reinado dos Reis Católicos ali se instalaram. No século XX a região fez parte do chamado Marrocos Espanhol, o protetorado que vigorou entre 1912 e 1956. Isso explica o estilo "andaluz" observado em muitos edifícios, o domínio generalizado da língua espanhola e influências na gastronomia, como o uso da tortilha e da paella.
No entanto, as tribos do Rife resistiram durante muito tempo a serem subjugados pelos espanhóis. Com desejos independentistas, os berberes nunca viram com bons olhos que o seu povo fosse absorvido por Espanha ou pelo reino de Marrocos. Durante os séculos XIX e XX ocorreram diversos confrontos, dos quais se destacam os seguintes:
- 1859–1860 — Guerra do Marrocos (ou Guerra de África), finalizada com o Tratado de Wad-Ras, assinado após as batalhas de Tetuão (31 de janeiro de 1860) e de Wad-Ras (23 de março de 1860).
- 1893–1894 — Guerra de Margallo (também conhecida como Primeira Guerra do Rife ou Primeira Campanha de Melilha)
- 1909 — Guerra de Melilha (também conhecida como Segunda Campanha de Melilha), originada pela contestação às concessões feitas à Compañía Española de Minas del Rif S.A., durante a qual ocorreu o chamado Desastre do Barranco del Lobo, uma batalha na qual os rifenhos derrotaram os espanhóis.
- 1913–1956 — Protetorado Espanhol de Marrocos
- 1911–1926 — Guerra do Rife (oficialmente iniciada a 1920), a ocupação espanhola enfrentou forte oposição das tribos rifenhas lideradas por Abd el-Krim e culminou no chamado Desastre de Annual, uma batalha ocorrida em 1921 que se saldou por uma grande derrota dos espanhóis. A rebelião, que deu origem à efémera República do Rife (1921–1926), só foi subjugada com o apoio de tropas francesas comandadas pelo general Pétain após o Desembarque de Alhucemas, em 1925.

### O Rife em Marrocos
Devido às pressões a favor da independência dos territórios marroquinas sob o seu controlo, Espanha assinou em abril de 1956 a independência do Rife. No entanto, a região foi praticamente excluída da vida política de Marrocos independente e em 1958 estalou a Revolta do Rife contra o exército marroquino, que se saldou em cerca de 8 000 mortos rifenhos. À laia de punição, o rei Hassan II (r. 1961–1999), que liderou o esmagamento da rebelião, pouco ou nada fez durante o seu reinado — um período que é conhecido como anos de chumbo — para desenvolver a região, que se afundou na pobreza e analfabetismo. O ensino e estudo da língua e cultura berberes foram suprimidos, com o objetivo de evitar uma nova revolta e o recrudescimento de desejos de independência. O castigo foi levantado pelo rei Maomé VI quando chegou ao poder e atualmente já se estuda a cultura e sobretudo a língua berbere em diversos institutos.
No enclave espanhol de Melilha, a situação dos rifenhos mudou radicalmente com os acontecimentos de 1986, quando uma revolta popular dirigida por Aomar Mohamedi Dudú exigiu que os rifenhos fossem reconhecidos como cidadãos espanhóis. O então delegado do governo espanhol Manuel Céspedes (do PSOE), concedeu uma medida sem precedentes, outorgando à grande maioria dos berberes residentes em Melilha (portadores do chamado cartão de estatística) o  Documento Nacional de Identidade, uma medida sem precedentes que teve a oposição, entre outros, dos partidos Aliança Popular e União do Povo Melilhense. Desde então, os rifenhos melillenses, agora espanhóis, reivindicam a sua condição cultural e a sua língua como "autóctones".
Em 2008 o rei marroquino declarou como "fora da lei" o principal partido político berbere, o Partido Democrático Amazigue Marroquino (PDAM), o que originou muito descontentamento popular.

## População
Há diferenças entre o que é o Rife em termos geográficos e o que é em termos culturais. O termo rifenho não se aplica aos habitantes das montanhas próximas de Tetuão e Xexuão, uma região que é chamada de Jebala (ou Yebala), pátria dos jeblis (ou yeblis ou yebala, que significa "montanheses"), que são etnicamente berberes mas falam árabe. Os rifenhos vivem sobretudo em volta de Al Hoceima e de Nador, onde há povoações que pouco ou nada foram alterados pelas potências colonizadoras francesa e espanhola ou pela chamada "marroquinização" que se seguiu à independência deste país.
O aspeto físico da maior parte dos habitantes contradiz o estereótipo (muitas vezes erróneo no que respeita a muitas etnias berberes) sobre os marroquinos serem todos de tez e cabelos escuros, pois há uma proporção considerável de indivíduos de pele e olhos claros (azuis, verdes ou cinzentos) e cabelo loiro ou ruivo, que fazem lembrar os norte-europeus.